# Dan Bergman (musiker)
För andra personer med namnet Dan Bergman, se Dan Bergman
Dan Roland Bergman, född 1 september 1949 i Luleå stadsförsamling i Norrbottens län, är en svensk sångare, musiker och låtskrivare. Han är känd från proggbandet Rekyl som hade sin storhetstid under 1970- och 1980-talen, men spelar också i Ragges.
Dan Bergman medverkade på plattan Vi var tolv man i laget (1972) med Barbro Oborg och Lennart Lidström som sångare. På 1970-talet var han medlem av proggrockbandet Rekyl i Luleå där han var såväl sångare som låtskrivare. Bandet släppte plattorna Rekyl (1976), I himlen är det för sent (1979), Vi blir aldrig som ni vill (1980) och Levande i Luleå (1982). Han har senare arbetat med plattan Kråkor i Krakow (2000).
Bergmans band Rekyl är en av förebilderna för Christer Engbergs dramafilm Lusten till ett liv (1999) i vilken bland annat Bergmans musik används. I samband med filmen släpptes en CD med musik från filmen.
Bergman var värd i Sommar i P1 den 12 juli 1983.
Dan Bergman var 1990–2006 gift med Elisabet Hansson (född 1960), med vilken han har en dotter (född 1989). Han flyttade på 2010-talet till Norge.

## Diskografi i urval
- 1972 – Vi var tolv man i laget (musiker)[3]
- 1975 – Anton Svedbergs Swängjäng [12]
- 1976 – Rekyl (Rekyl)[4]
- 1977 – Kärva lägen (Ted Ström) [13]
- 1977 – Ingenting står stilla (Tomas Forssell) [14]
- 1979 – I himlen är det för sent (Rekyl)[5]
- 1980 – Vi blir aldrig som ni vill (Rekyl)[6]
- 1982 – Levande i Luleå (Rekyl)[7]
- 1999 – Lusten till ett liv (musik från filmen med samma namn)[9]
- 2000 – Kråkor i Krakow[8]